# Dworek Żuławski
Dworek Żuławski – dawna wąskotorowa stacja kolejowa pomiędzy wsiami Niedźwiedzica, Nowa Kościelnica, Dworek w gminie Stegna, w powiecie nowodworskim, w województwie pomorskim. Położony był na linii kolejowej z Jeziernika do Żuławek Północnych. Linia ta została otwarta w 1920 roku. Zamknięta została w 1969 roku.